# Експлойт як послуга
Експлойт як послуга (EaaS) — це схема інформаційного злочину, за якою вразливості нульового дня здаються в оренду крекерам. EaaS зазвичай пропонується як хмарний сервіс. До кінця 2021 року EaaS став більш поширеним трендом серед кіберзлочинців.
У минулому вразливості нульового дня часто продавалися в темній мережі, але зазвичай за дуже високими цінами, мільйони доларів США за вразливість нульового дня. Модель оренди робить такі вразливості більш доступними для багатьох крекерів. Навіть якщо такі вразливості нульового дня згодом продаються за високими цінами, їх можна орендувати на певний період часу.
Цю схему можна порівняти з подібними схемами, такими як програма-вимагач як послуга (RaaS), фішинг як послуга (PhaaS) та хакінг як послуга (HaaS). Останні включають такі сервіси, як DoS та DDoS, а також ботнети, що підтримуються для хакерів, які користуються цими сервісами.
Сторони, які пропонують експлойт як сервіс, стикаються з проблемами, оскільки оплата зазвичай здійснюється в криптовалютах, таких як біткойн, анонімність не завжди гарантується, і поліції неодноразово вдавалося затримувати злочинців. Вразливості нульового дня, які здаються в оренду, можуть бути виявлені, а програмне забезпечення, яке використовується для їх експлуатації, може бути піддано зворотній розробці.
Поки що невідомо, наскільки прибутковою є бізнес-модель «експлойт як послуга». Якщо вона виявиться прибутковою, ймовірно, кількість зловмисників, які пропонуватимуть цю послугу, зросте. Джерелами інформації про експлойт як послугу є дискусії в темній мережі, які свідчать про зростання інтересу до цього типу послуг.

## Нотатки
1. ↑  Exploit-as-a-service: Cybercriminals exploring potential of leasing out zero-day vulnerabilities. 16 листопада 2021. Архів оригіналу за 23 листопада 2021.
2. ↑  New type of cloud: Exploits as a Service (EaaS). 19 січня 2021. Архів оригіналу за 19 січня 2021. Процитовано 11 серпня 2023.
3. ↑  Zero-day Flaws and Exploit-as-a-Service Trending Among Ransomware Groups | Cyware Alerts - Hacker News. 1 грудня 2021. Архів оригіналу за 1 грудня 2021. Процитовано 11 серпня 2023.
4. ↑  Zero-day Flaws and Exploit-as-a-Service Trending Among Ransomware Groups | Cyware Alerts - Hacker News. 1 грудня 2021. Архів оригіналу за 1 грудня 2021. Процитовано 11 серпня 2023.
5. ↑  What is hacking as a service (HaaS)? - Definition from WhatIs.com. whatis.techtarget.com. Архів оригіналу за 11 серпня 2021. Процитовано 13 січня 2022.
6. ↑  Exploit-as-a-service: Cybercriminals exploring potential of leasing out zero-day vulnerabilities. 16 листопада 2021. Архів оригіналу за 23 листопада 2021.
7. ↑  What is hacking as a service (HaaS)? - Definition from WhatIs.com. 11 серпня 2021. Архів оригіналу за 11 серпня 2021. Процитовано 11 серпня 2023.
8. ↑  Exploit-as-a-service: Cybercriminals exploring potential of leasing out zero-day vulnerabilities. 16 листопада 2021. Архів оригіналу за 23 листопада 2021.
9. ↑  Lincolnshire boy has £2m of cryptocurrency seized by police - BBC News. 29 листопада 2021. Архів оригіналу за 29 листопада 2021. Процитовано 11 серпня 2023.
10. ↑  Met police seize nearly £180m of bitcoin in money laundering investigation | Bitcoin | The Guardian. TheGuardian.com. 21 жовтня 2021. Архів оригіналу за 21 жовтня 2021. Процитовано 11 серпня 2023.
11. ↑  Exploit-as-a-service: Cybercriminals exploring potential of leasing out zero-day vulnerabilities. 16 листопада 2021. Архів оригіналу за 23 листопада 2021.
12. ↑  New criminal tactics: exploit-as-a-service and buying zero-day flaws. 17 листопада 2021. Архів оригіналу за 17 листопада 2021. Процитовано 11 серпня 2023.